# 京王多摩センターSC

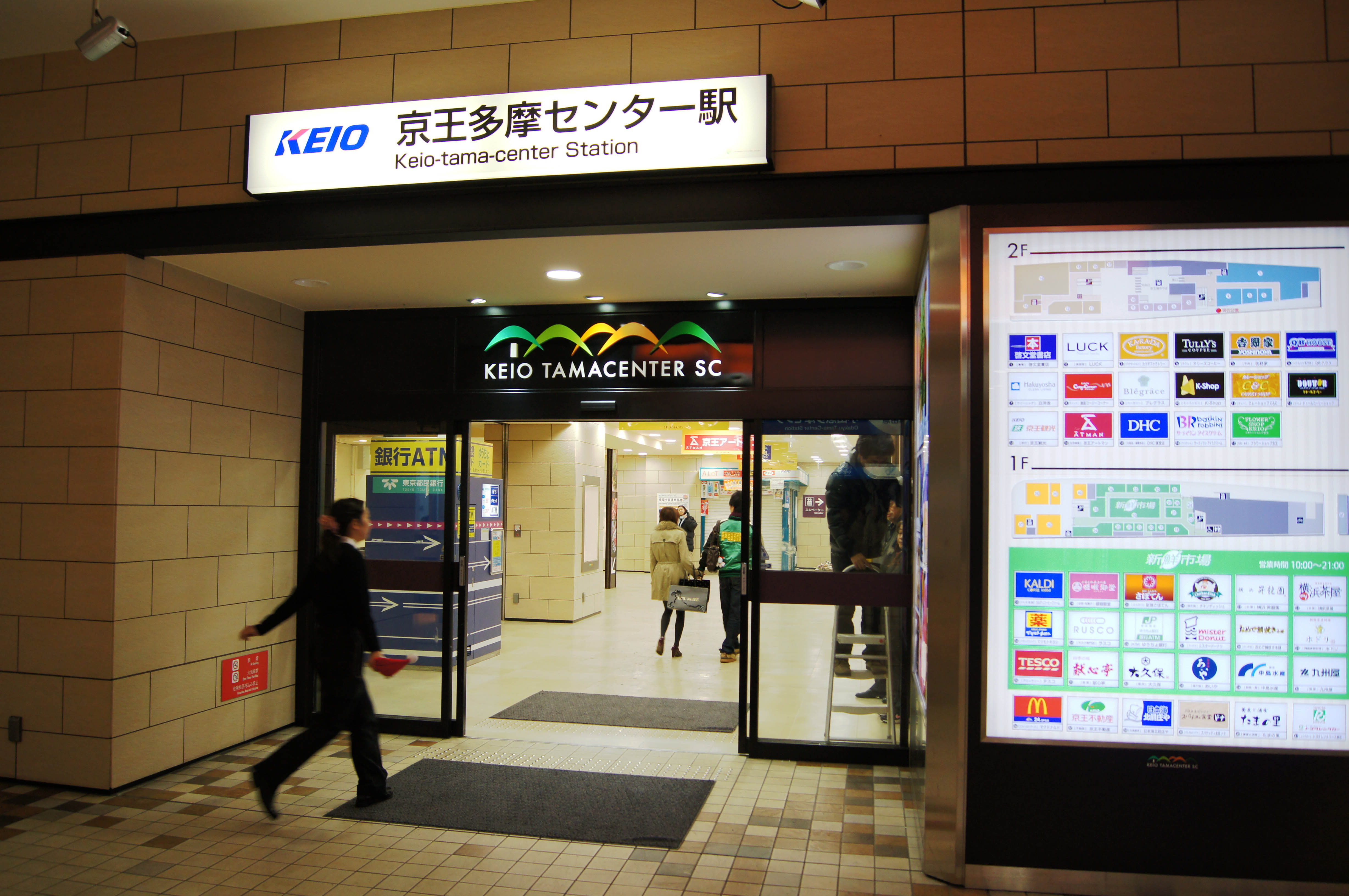
東口改札から通じる通路の出口。京王多摩センター駅と京王多摩センターSCの入口であることを示す看板がある。

京王多摩センターSC（けいおうたまセンターショッピングセンター）は、東京都多摩市の京王多摩センター駅構内にあるショッピングセンターである。所在地は東京都多摩市落合1丁目10-1。
隣接する小田急多摩センター駅内にも「小田急マルシェ多摩センター」として多数の店舗が出店しており、駅構内の通路で地続きとなっている。当施設に駐車場はないが、駅周辺には駐車場が多数ある。

## 正式名称
京王グループのショッピングセンターの正式名称は基本的に「～ショッピングセンター」であるが、当施設は「SC」と呼ばれることが多い。これは駅名と「センター」が被ってしまうためと思われる。施設のホームページや京王グループのニュースリリースでは「京王多摩センターSC」と記載されているため、本項目では「SC」を正式名称として扱う。

## 歴史
- 2009年9月13日 - 京王観光が先行オープン。
- 2009年11月20日 - 京王クラウン街をリニューアルし「京王多摩センターSC」として正式オープン。
- 2009年12月31日 - 2F東側のCDショップ「タハラ」が閉店、啓文堂書店が1F北側に移転し、当該箇所を閉鎖して耐震工事を開始。耐震工事中は東側出口（東駐輪場方面）へ抜ける京王・小田急の共同通路のうち京王側部分が塞がれ、大幅に狭くなる。
- 2010年6月30日 - 1F中央部の食品売り場「新鮮市場」内の店舗が閉店、当該箇所を閉鎖し耐震工事を開始。東口改札横の下り階段はエスカレーターのみ閉鎖。啓文堂書店は営業継続。
- 2010年12月1日 - 2F東側（啓文堂書店とタハラがあった位置）がリニューアルオープン。啓文堂書店が移転・リニューアルしたほか、タリーズコーヒー、カラダファクトリー、LUCKが新規入店。残っていた京王クラウン街の看板等は撤去される。東側出口（東駐輪場方面）へ抜ける京王・小田急の共同通路のうち、京王の敷地だった通路の一部が屋内店舗となり、結果的に工事以前より通路が狭くなる。
- 2011年12月1日 - グランドオープン[1]。すべての工事が終了し「新鮮市場」が耐震工事を終えてテナントを入れ替えた上で開業した。またこの頃、2F西側のマーベラスクリームがサーティワンアイスクリームとなった。
- 2015年4月15日 - ベーカリーショップ「ブレグラス」が閉店、京王グループのパン店が多摩センター駅から消滅する。
- 2017年9月1日 - 「新鮮市場」がリニューアルオープン。京王ストア、マツモトキヨシ、カルディコーヒーファーム、新宿さぼてん、北京名菜、保険見直し本舗の6店舗が開店。

## アクセス
- 京王電鉄（京王相模原線） - 京王多摩センター駅に直結。
- 小田急電鉄（小田急多摩線） - 小田急多摩センター駅に隣接。
- 多摩都市モノレール、多摩センター駅からは徒歩3分。ペデストリアンデッキには屋根が無い。